# NGC 3810
NGC 3810 est une galaxie spirale située dans la constellation du Lion. NGC 3810 a été découverte par l'astronome germano-britannique William Herschel en 1784.

## Caractéristiques
La classe de luminosité de NGC 3810 est III et elle présente une large raie HI. Elle renferme également des régions d'hydrogène ionisé.

### Distance
Sa vitesse par rapport au fond diffus cosmologique est de 1 341 ± 24 km/s, ce qui correspond à une distance de Hubble de 19,78 ± 1,43 Mpc (∼64,5 millions d'al).
À ce jour, 18 mesures non basées sur le décalage vers le rouge (redshift) donnent une distance de 15,494 ± 3,178 Mpc (∼50,5 millions d'al), ce qui est à l'intérieur des valeurs de la distance de Hubble. Mais, puisque cette galaxie est relativement rapprochée du Groupe local, il est probable que cette valeur soit plus près de la distance réelle de NGC 3810. Notons que c'est avec la valeur moyenne des mesures indépendantes, lorsqu'elles existent, que la base de données NASA/IPAC calcule le diamètre d'une galaxie.

### Luminosité dans l'infrarouge
La luminosité de la galaxie NGC 3810 dans l'infrarouge lointain (de 40 à 400 µm)  est égale à 1,00 × 1010 {\displaystyle L_{\odot }} (1010,00{\displaystyle L_{\odot }}) et sa luminosité totale dans l'infrarouge (de 8 à 1 000 µm) est de 1,32 × 1010 {\displaystyle L_{\odot }} (1010,12{\displaystyle L_{\odot }}).

## Paire de galaxies
Selon Abraham Mahtessian, NGC 3773 et NGC 3810 forment une paire de galaxies.

## Morphologie

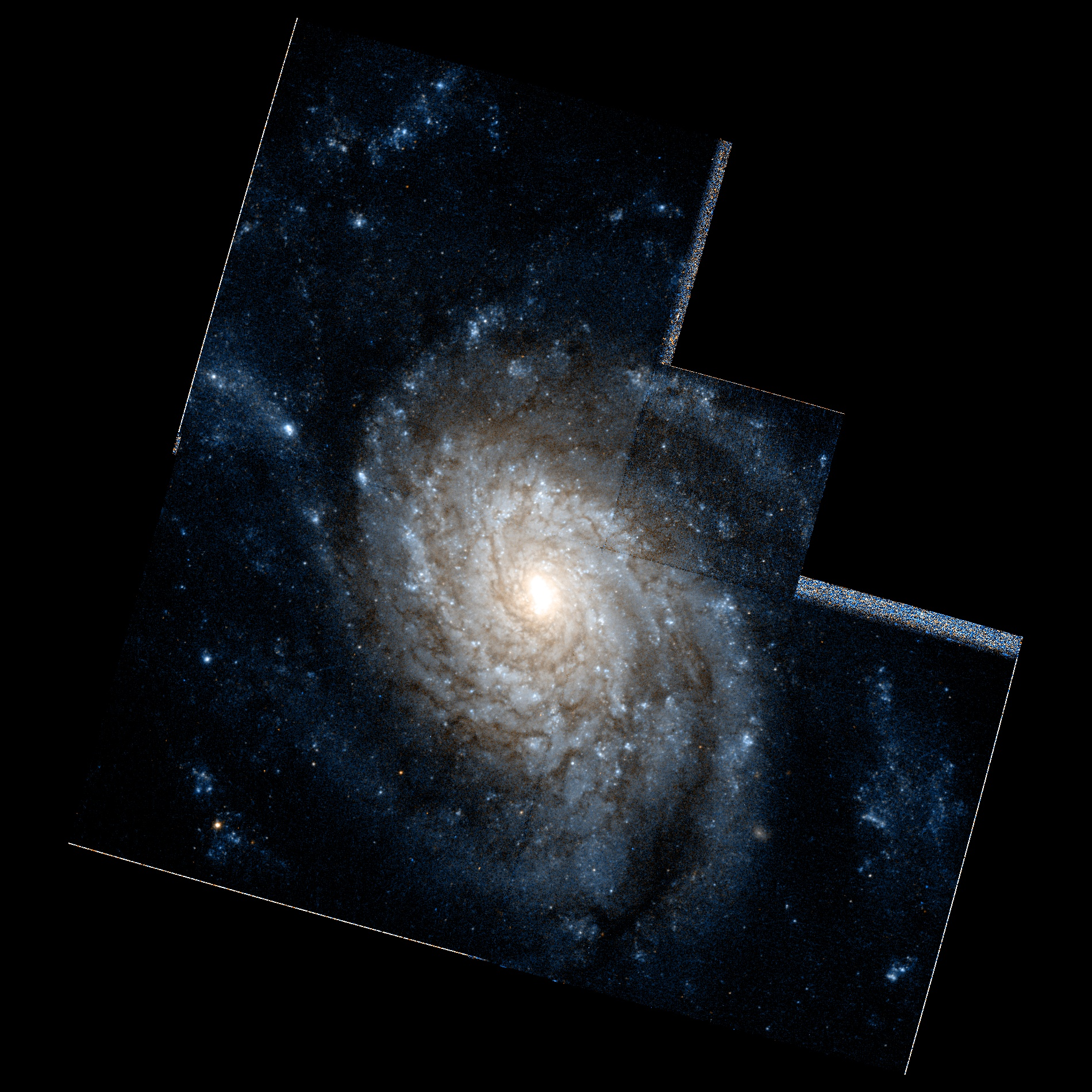
NGC 3810 par le télescope spatial Hubble.
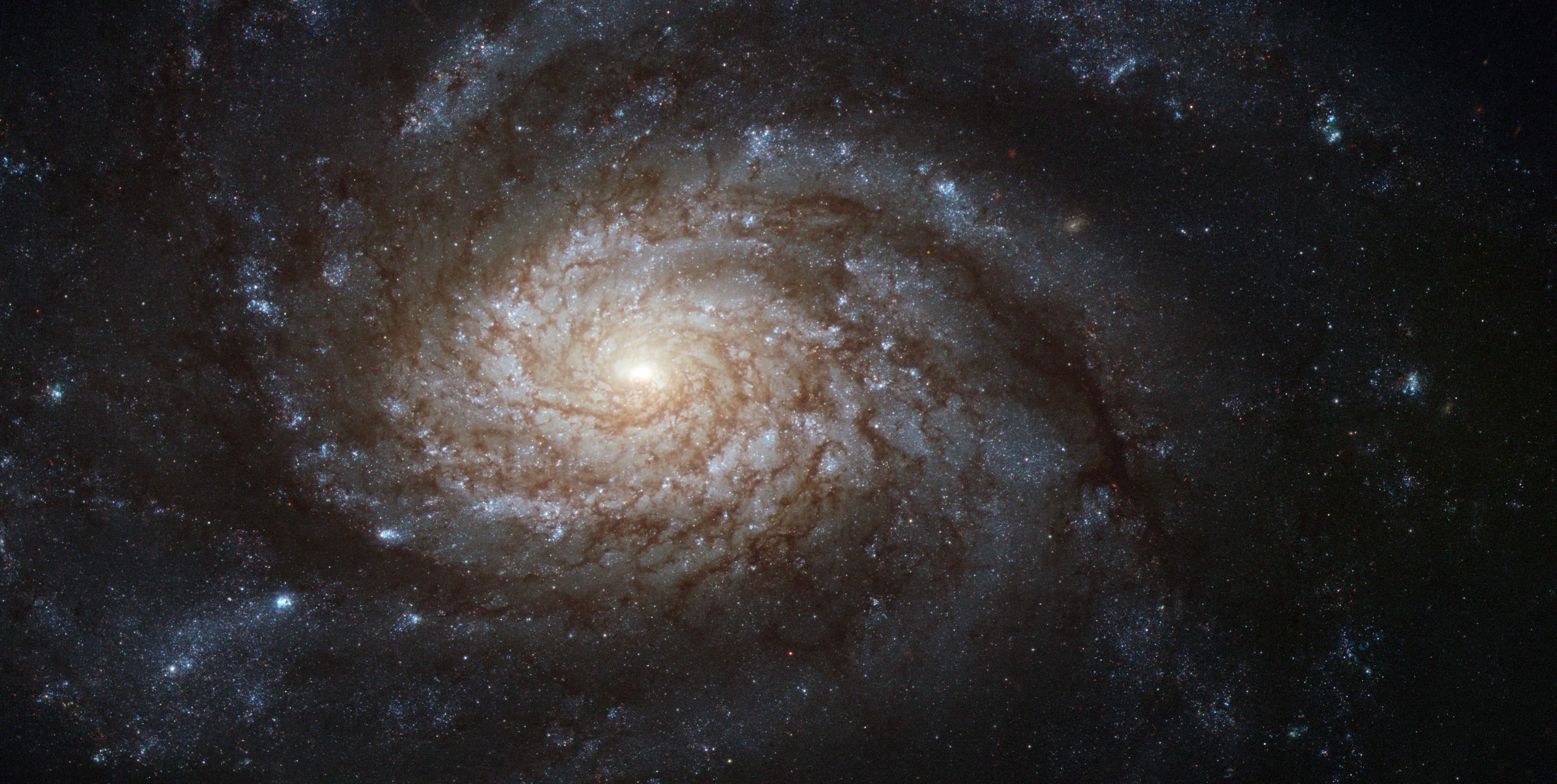
Gros plan du centre de NGC 3810 par le télescope spatial Hubble.
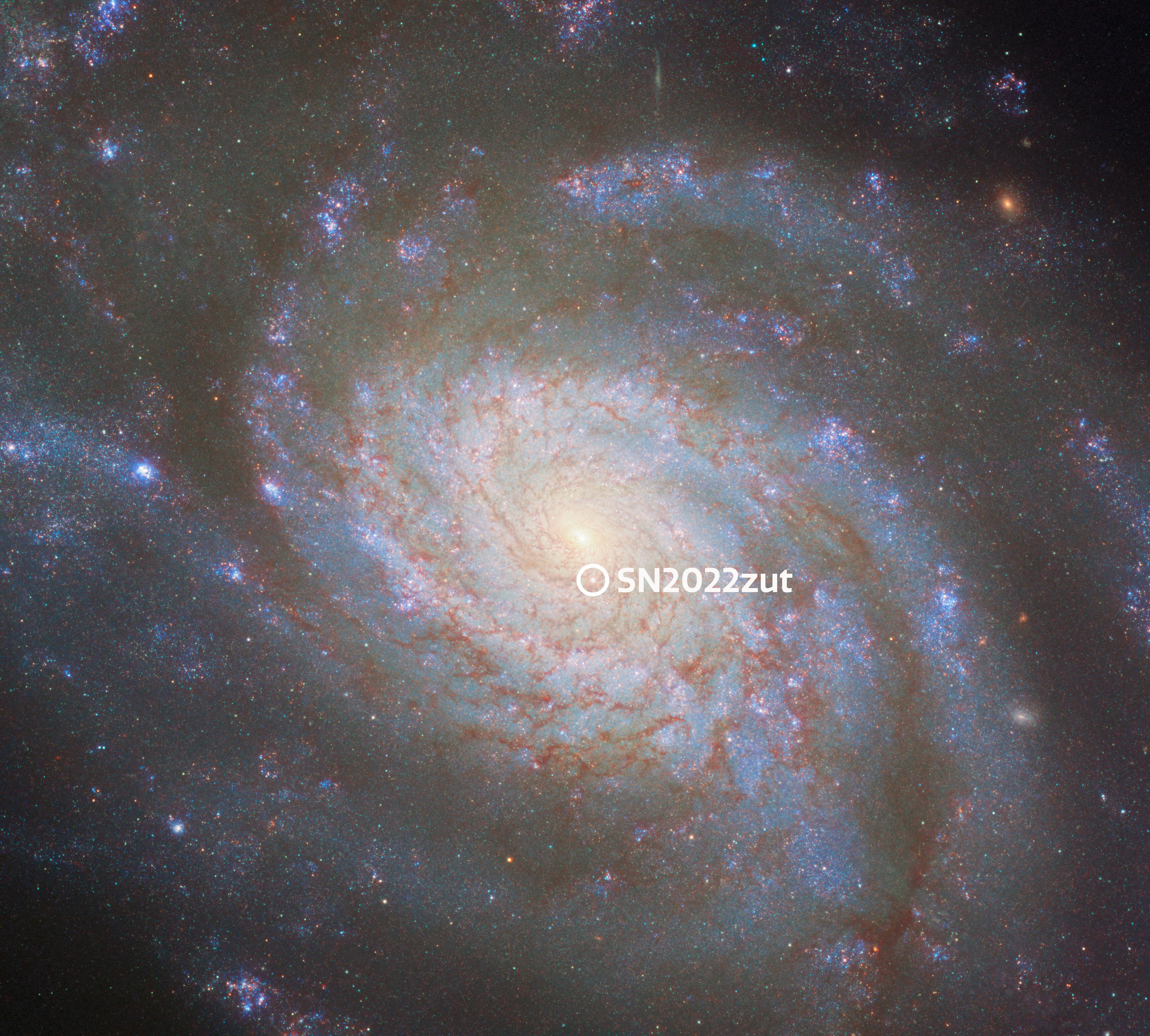
Autre image de NGC 3810 par le télescope spatial Hubble qui montre l'emplacement de la supernova SN 2022zut.

NGC 3810 a été utilisée par Gérard de Vaucouleurs comme une galaxie de type morphologique SA(rs)c dans son atlas des galaxies,.
Eskridge, Frogel et Pogge ont publié un article en 2002 décrivant la morphologie de 205 galaxies spirales ou lenticulaires rapprochées. Les observations ont été réalisées dans la bande H de l'infrarouge et dans la bande B (le bleu). Selon Eskridge et ses collègues, NGC 3810 est de type Sbc dans la bande B et SABbc dans la bande H. Le noyau ponctuel de NGC 3810 est encastré dans un grand bulbe légèrement elliptique. Un motif spiralé à deux bras émerge du renflement, avec des bras intérieurs bien définis et très contrastés. Les bras deviennent inégaux, diffus et irréguliers après un enroulement de ~90 degrés. Même les bras extérieurs sont riches en nœuds brillants de formation d'étoiles.

## Supernova
Trois supernovas ont été découvertes dans NGC 3810, SN 1997dq, SN 2000ew et SN 2022zut.

### SN 1997dq
1997dq a été découverte par l'astronome amateur japonais Masakatsu Aoki le 2 novembre 1997. Cette supernova était de type Ib.

### SN 2000ew
2000ew a été découverte par Tim Puckett et Alex Langoussis le 28 novembre 2000. Cette supernova était de type type Ic.

### SN 2022zut
La supernova SN 2022ZUT a été découverte dans NGC 3810 le 9 novembre 2022 par les astronomes du programme ATLAS (Asteroid Terrestrial-impact Last Alert System). Cette supernova était de type Ia et sa magnitude au moment de sa découverte était de 14,55.

## Trou noir supermassif
Selon un article basé sur les mesures de luminosité de la bande K de l'infrarouge proche du bulbe de NGC 3735, on obtient une valeur de 107,4 {\displaystyle M_{\odot }} (25 millions de masses solaires) pour le trou noir supermassif qui s'y trouve.